# Otto Kiep
Otto Carl Kiep (7 de julio de 1886 - 23 de agosto de 1944) fue el director de la agencia de prensa del Tercer Reich (Reichspresseamts), miembro de la resistencia e implicado en el complot del 20 de julio de 1944.
Otto Kiep nació en Ayrshire, Escocia, su padres fueron Johann Nikolaus Kiep y Charlotte Rottenburg. 
Creció en Glasgow, mudándose a Alemania en 1909. Estudió leyes en Leipzig y Londres.
Otto Kiep trabajó en la embajada alemana de Washington D. C. de 1927 a 1931 y Cónsul General en New York hasta 1933. 
Estableció vínculos con Hanna Solf y su grupo (Círculo de Solf) y el Círculo de Kreisau.
Su nombre apareció entre los conspiradores del 20 de julio, fue arrestado y sentenciado por el juez Roland Freisler. 
Otto Kiep fue ahorcado en la prisión de Plötzensee-Berlín.